# لقطة لحظية (تخزين حاسوبي)
في أنظمة الحاسوب تُعرف اللقطة اللحظية(بالإنجليزية:Snapshot) بأنها حالة النظام عند لحظة وقتية معينة، حيث اُسْتُعِير هذا المصطلح من التصوير الفوتوغرافي للتشبيه باللقطة ولحظتها. ويمكن أن تعني اللقطة اللحظية نسخة فعلية من النظام أو قدرة أو ميزة  توفرها أنظمة معينة.

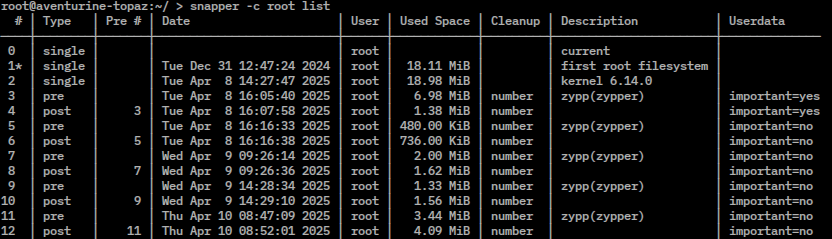
مثال على لقطات من نظام ملفات بتر إف إس، يتم إدارتها باستخدام snapper

## الأساس المنطقي
قد يستغرق إجراء نسخة احتياطية كاملة لمجموعة كبيرة من البيانات وقتًا طويلاً حتى يكتمل. في الأنظمة متعددة المهام أو متعددة المستخدمين، قد تحدث عمليات كتابة لهذه البيانات أثناء نسخها احتياطيًا. يؤدي هذا إلى منع النسخ الاحتياطي من أن يكون هناك تحديثات جزئية لقاعدة البيانات ويؤدي إلى انحراف الإصدار مما قد يؤدي إلى تلف البيانات. على سبيل المثال، إذا قام المستخدم بنقل ملف إلى دليل تم عمل نسخة احتياطية له بالفعل، فسيكون هذا الملف مفقودًا تمامًا على وسائط النسخ الاحتياطي، نظرًا لأن عملية النسخ الاحتياطي حدثت بالفعل قبل إضافة الملف. قد يؤدي انحراف الإصدار أيضًا إلى تلف الملفات التي تغير حجمها أو محتوياتها أثناء قراءتها.
تتمثل إحدى الطرق لإجراء نسخ احتياطي آمن للبيانات المباشرة في تعطيل الوصول إلى الكتابة إلى البيانات مؤقتًا أثناء النسخ الاحتياطي، إما عن طريق إيقاف تطبيقات الوصول أو باستخدام واجهة برمجة التطبيقات القفلية التي يوفرها نظام التشغيل لفرض الوصول الحصري للقراءة. يعد هذا أمرًا مقبولًا بالنسبة للأنظمة ذات التوفر المنخفض (على أجهزة الكمبيوتر المكتبية وخوادم مجموعات العمل الصغيرة، حيث يكون التوقف المنتظم مقبولًا). ومع ذلك، فإن الأنظمة عالية التوفر على مدار الساعة طوال أيام الأسبوع لا تستطيع تحمل توقف الخدمة.
لتجنب التوقف عن العمل، قد تقوم الأنظمة ذات التوفر العالي بدلاً من ذلك بإجراء النسخ الاحتياطي على لقطة - نسخة للقراءة فقط من مجموعة البيانات المجمدة في نقطة زمنية معينة - والسماح للتطبيقات بمواصلة الكتابة إلى بياناتها. تعتبر معظم تنفيذات اللقطات فعالة ويمكنها إنشاء لقطات في تمثيل O الكبري. بعبارة أخرى، لا يزداد الوقت وعمليات الإدخال والإخراج المطلوبة لإنشاء لقطة مع حجم مجموعة البيانات؛ على النقيض من ذلك، فإن الوقت وعمليات الإدخال والإخراج المطلوبة للنسخ الاحتياطي المباشر تتناسب طرديًا مع حجم مجموعة البيانات. في بعض الأنظمة، بمجرد التقاط اللقطة الأولية لمجموعة بيانات، تقوم اللقطات اللاحقة بنسخ البيانات المتغيرة فقط، وتستخدم نظامًا من المؤشرات للإشارة إلى اللقطة الأولية. تستهلك هذه الطريقة من اللقطات المستندة إلى المؤشر سعة أقل على القرص مقارنةً باستنساخ مجموعة البيانات بشكل متكرر.

## روابط خارجية
"Understanding and exploiting snapshot technology for data protection, Part 1: Snapshot technology overview". آي بي إم. 26 أبريل 2006. مؤرشف من الأصل في 2008-02-05.
"Storage Basics: Backup Strategies". 24 سبتمبر 2003. مؤرشف من الأصل في 2012-09-28.